# Portello (metropolitana di Milano)
Portello è una stazione della linea M5 della metropolitana di Milano.

## Storia
La stazione, la cui costruzione iniziò nel luglio 2011 come parte della seconda tratta della linea M5 da Garibaldi a San Siro Stadio, è stata inaugurata il 6 giugno 2015, un mese dopo l'apertura della tratta in cui sorge.

## Strutture ed impianti
Portello è una stazione sotterranea passante con due binari e una banchina ad isola che, come in tutte le altre stazioni, è dotata di porte di banchina. Possiede uscite solo in viale Lodovico Scarampo.
Si posiziona all'angolo tra viale Lodovico Scarampo e via Bartolomeo Colleoni, nei pressi di Fieramilanocity, il polo urbano della Fiera di Milano, del centro congressi MiCo e del progetto CityLife.

## Servizi
La stazione è, come tutte le altre della linea, accessibile ai portatori di handicap grazie alla presenza di vari ascensori, sia a livello stradale sia all'interno della stazione stessa. Sono inoltre presenti indicatori per i tempi d'attesa nelle banchine e l'intera stazione è sotto videosorveglianza.
La stazione dispone di:
- Accessibilità per portatori di handicap
- Ascensori
- Scale mobili
- Emettitrice automatica biglietti
- Servizi igienici
- Stazione video sorvegliata

## Interscambi
La stazione è servita da diverse linee automobilistiche gestite da ATM.
- Fermata autobus